# Mu isamaa, mu õnn ja rõõm
Mu isamaa, mu õnn ja rõõm je himna Republike Estonije. Prvi put postaje službenom himnom 1920. godine, da bi ju 1940. bila zamijenila himna Estonske SSR. Ponovno postaje estonskom službenom himnom 1990. godine. Zanimljivo je da ova himna ima identičnu melodiju kao i finska nacionalna himna.

## Mu isamaa, mu õnn ja rõõm
Mu isamaa, mu õnn ja rõõm,

kui kaunis oled sa!

Ei leia mina iial tääl

see suure, laia ilma pääl,

mis mul nii armas oleks ka,

kui sa, mu isamaa!

S oled mind ju sünnitand

ja üles kasvatand;

sind tänan mina alati

ja jään sull' truuiks surmani,

mul kõige armsam oled sa,

mu kallis isamaa!

Su üle Jumal valvaku,

mu armas isamaa!

Ta olgu sinu kaitseja

ja võtku rohkest õnnista,

mis iial ette võtad sa,

mu kallis isamaa!

## Prijevod na engleski (nedoslovni)
My native land, my joy, delight, 

How fair thou art and bright!

And nowhere in the world all round

Can ever such a place be found

So well beloved as I love thee,

My native country dear!
My little cradle stood on thy soil,

Whose blessings ease my toil.

With my last breath my thanks to thee,

For true to death I'll ever be,

O worthy, most beloved and fine,

Thou, dearest country mine!
May God in Heaven thee defend,

My best, my dearest land!

May He be guard, may He be shield,

For ever may He bless and wield

O graciously all deeds of thine,

Thou dearest country mine!

## Doslovni prijevod na engleski
My fatherland, my joy and happiness,

How beautiful you are!

I shall not find such ever

In this huge wide world

Which would be so dear to me

As you, my fatherland!

You have given me birth

And raised me up;

I shall thank you always

And remain faithful to you 'til death,

To me most beloved are you,

My precious fatherland!

May God watch over you,

My precious fatherland!

Let Him be your defender

And provide bountiful blessings

For whatever you undertake,

My precious fatherland!